# Parámetros de transmisión
Los parámetros de transmisión (también llamados parámetros ABCD) son parámetros de ingeniería electrónica utilizados para la caracterización de cuadripolos. 
Representan la razón de voltajes en circuito abierto (A), la impedancia de transferencia negativa en cortocircuito (B), la admitancia de transferencia en circuito abierto (C) y la razón de corriente negativa en cortocircuito (D).

{\displaystyle \left.{\begin{matrix}V_{1}=AV_{2}-BI_{2}\\I_{1}=CV_{2}-DI_{2}\end{matrix}}\right\}}
Nótese que en este caso las corrientes I1 e I2 están definidas entrando ambas al cuadripolo. Es habitual también definir estas corrientes de forma que I1 entre al cuadripolo e I2 salga del cuadripolo, de forma que al hacer una conexión en cascada de dos cuadripolos los parámetros de transmisión de esa conexión sean directamente la multiplicación de los parámetros de transmisión de cada cuadripolo por separado. Con esta última definición la relación de parámetros sería: 
{\displaystyle \left.{\begin{matrix}V_{1}=AV_{2}+BI_{2}'\\I_{1}=CV_{2}+DI_{2}'\end{matrix}}\right\}}
Donde I2' = -I2.
Otra nomenclatura que se usa frecuentemente  para estos parámetros es

{\displaystyle \mathbf {\begin{bmatrix}t_{11}&t_{12}\\t_{21}&t_{22}\\\end{bmatrix}} ={\begin{bmatrix}A&B\\C&D\\\end{bmatrix}}}
Nótese que no hay signos negativos en la matriz t.
Los parámetros t se pueden calcular de la siguiente manera:
```

  

    

      

        

          
t

          

            
11

          

        

        
=

        

          

            

              

                
v

                

                  
1

                

              

              

                
v

                

                  
2

                

              

            

          

        

      

    

    
{\displaystyle t_{11}={\dfrac {v_{1}}{v_{2}}}}

  

 cuando 

  

    

      

        

          
i

          

            
2

          

        

        
=

        
0

      

    

    
{\displaystyle i_{2}=0}

  

 ,  

  

    

      

        

          
t

          

            
12

          

        

        
=

        

          

            

              

                
v

                

                  
1

                

              

              

                
−

                

                  
i

                  

                    
2

                  

                

              

            

          

        

      

    

    
{\displaystyle t_{12}={\dfrac {v_{1}}{-i_{2}}}}

  

 cuando 

  

    

      

        

          
v

          

            
2

          

        

        
=

        
0

      

    

    
{\displaystyle v_{2}=0}

  

 ,

  

    

      

        

          
t

          

            
21

          

        

        
=

        

          

            

              

                
i

                

                  
1

                

              

              

                
v

                

                  
2

                

              

            

          

        

      

    

    
{\displaystyle t_{21}={\dfrac {i_{1}}{v_{2}}}}

  

 cuando 

  

    

      

        

          
i

          

            
2

          

        

        
=

        
0

      

    

    
{\displaystyle i_{2}=0}

  

  ,  

  

    

      

        

          
t

          

            
22

          

        

        
=

        

          

            

              

                
i

                

                  
1

                

              

              

                
−

                

                  
i

                  

                    
2

                  

                

              

            

          

        

      

    

    
{\displaystyle t_{22}={\dfrac {i_{1}}{-i_{2}}}}

  

 cuando 

  

    

      

        

          
v

          

            
2

          

        

        
=

        
0

      

    

    
{\displaystyle v_{2}=0}

  

```

- Datos: Q6065200